# Kuba i olympiska sommarspelen 1980
Kuba deltog i de olympiska sommarspelen 1980 med en trupp bestående av 208 deltagare, 175 män och 33 kvinnor, vilka deltog i 92 tävlingar i 19 sporter. Landet slutade på fjärde plats i medaljligan, med åtta guldmedaljer och 20 medaljer totalt.

## Medaljer
| Medalj | Namn                          | Sport         | Gren                     |
| ------ | ----------------------------- | ------------- | ------------------------ |
| 1      | Juan Bautista Hernández Pérez | Boxning       | Bantamvikt               |
| 1      | Ángel Herrera                 | Boxning       | Lättvikt                 |
| 1      | Andrés Aldama                 | Boxning       | Weltervikt               |
| 1      | Armando Martínez              | Boxning       | Lätt mellanvikt          |
| 1      | José Gómez                    | Boxning       | Mellanvikt               |
| 1      | Teófilo Stevenson             | Boxning       | Tungvikt                 |
| 1      | María Caridad Colón           | Friidrott     | Damernas spjutkastning   |
| 1      | Daniel Núñez                  | Tyngdlyftning | Herrarnas 56 kg          |
| 2      | Hipólito Ramos                | Boxning       | Lätt flugvikt            |
| 2      | Adolfo Horta                  | Boxning       | Fjädervikt               |
| 2      | Silvio Leonard                | Friidrott     | Herrarnas 100 meter      |
| 2      | Alejandro Casañas             | Friidrott     | Herrarnas 110 meter häck |
| 2      | José Rodríguez                | Judo          | Extra lättvikt           |
| 2      | Juan Ferrer                   | Judo          | Halv mellanvikt          |
| 2      | Isaac Azcuy                   | Judo          | Mellanvikt               |
| 3      | José Aguilar                  | Boxning       | Lätt weltervikt          |
| 3      | Ricardo Rojas                 | Boxning       | Lätt tungvikt            |
| 3      | Luis Delís                    | Friidrott     | Herrarnas diskuskastning |
| 3      | Roberto Castrillo             | Skytte        | Skeet                    |
| 3      | Alberto Blanco                | Tyngdlyftning | Herrarnas 100 kg         |

## Basket
Damer
Gruppspel
| Lag           | V | F | PF  | PA  | PD   | Poäng |
| ------------- | - | - | --- | --- | ---- | ----- |
| Sovjetunionen | 5 | 0 | 553 | 316 | +237 | 10    |
| Bulgarien     | 4 | 1 | 440 | 405 | +35  | 9     |
| Jugoslavien   | 3 | 2 | 356 | 364 | –8   | 8     |
| Ungern        | 2 | 3 | 344 | 407 | –63  | 7     |
| Kuba          | 1 | 4 | 346 | 403 | –57  | 6     |
| Italien       | 0 | 5 | 308 | 452 | –144 | 5     |

Herrar
Gruppspel
| Nr | Lag        | S | V | O | F | GM  | IM  | MS  | P |
| -- | ---------- | - | - | - | - | --- | --- | --- | - |
| 1  | Italien    | 3 | 2 | 0 | 1 | 248 | 233 | +15 | 5 |
| 2  | Kuba       | 3 | 2 | 0 | 1 | 226 | 214 | +12 | 5 |
| 3  | Australien | 3 | 2 | 0 | 1 | 224 | 215 | +9  | 5 |
| 4  | Sverige    | 3 | 0 | 0 | 3 | 191 | 227 | −36 | 3 |

Slutspel
| Nr | Lag           | S | V | O | F | GM  | IM  | MS  | P  |
| -- | ------------- | - | - | - | - | --- | --- | --- | -- |
| 1  | Jugoslavien   | 5 | 5 | 0 | 0 | 506 | 442 | +64 | 10 |
| 2  | Italien       | 5 | 3 | 0 | 2 | 419 | 438 | −19 | 8  |
| 3  | Sovjetunionen | 5 | 3 | 0 | 2 | 505 | 468 | +37 | 8  |
| 4  | Spanien       | 5 | 2 | 0 | 3 | 488 | 485 | +3  | 7  |
| 5  | Brasilien     | 5 | 2 | 0 | 3 | 448 | 477 | −29 | 7  |
| 6  | Kuba          | 5 | 0 | 0 | 5 | 434 | 490 | −56 | 5  |

## Boxning
Lätt flugvikt
- Hipólito Ramos →  Silver
  1. Första omgången — Bye
  2. Andra omgången — Besegrade Farid Salman Mahdi (Irak) på poäng (5-0)
  3. Kvartsfinal — Besegrade György Gedó (Ungern) på poäng (5-0)
  4. Semifinal — Besegrade Ismail Mustafov (Bulgarien) på poäng (4-1)
  5. Final — Förlorade mot Shamil Sabirov (Sovjetunionen) på poäng (2-3)

Flugvikt
- Jorge Hernández
  1. Första omgången — Bye
  2. Andra omgången — Förlorade mot Viktor Miroshnichenko (Sovjetunionen) på poäng (1-4)

Bantamvikt
- Juan Hernández →  Guld
  1. Första omgången — Bye
  2. Andra omgången — Besegrade Sándor Farkas (Ungern) på poäng (4-1)
  3. Tredje omgången — Besegrade Ayele Mohammed (Etiopien) efter att domaren stoppade matchen i andra omgången
  4. Kvartsfinal — Besegrade Geraldi Issaick (Tanzania) efter att domaren stoppade matchen i första omgången
  5. Semifinal — Besegrade Michael Anthony (Guyana) på poäng (5-0)
  6. Final — Besegrade Bernardo Piñango (Venezuela) på poäng (5-0)

Fjädervikt
- Adolfo Horta →  Silver
  1. Första omgången — Bye
  2. Andra omgången — Besegrade Odd Bengtsson (Sverige) på poäng (5-0)
  3. Tredje omgången — Besegrade Titi Cercel (Rumänien) på poäng (5-0)
  4. Kvartsfinal — Besegrade Luis Pizarro (Puerto Rico) på poäng (5-0)
  5. Semifinal — Besegrade Krzysztof Kosedowski (Polen) retired
  6. Final — Förlorade mot Rudi Fink (Östtyskland) på poäng (1-4)

Lättvikt
- Ángel Herrera →  Guld
  1. Första omgången — Besegrade Carlo Russolillo (Italien) på poäng (5-0)
  2. Andra omgången — Besegrade Geza Tumbas (Jugoslavien) på poäng (5-0)
  3. Kvartsfinal — Besegrade Galsandorj Batbileg (Mongoliet) på poäng (5-0)
  4. Semifinal — Besegrade Kazimierz Adach (Polen) på poäng (5-0)
  5. Final — Besegrade Viktor Demyanenko (Sovjetunionen) efter att domaren stoppade matchen i tredje omgången

Lätt weltervikt
- José Aguilar →  Brons
  1. Första omgången — Besegrade Martin Brerton (Irland) efter att domaren stoppade matchen i första omgången
  2. Andra omgången — Besegrade Ryu Bun-Hwa (Nordkorea) på poäng (4-1)
  3. Kvartsfinal — Besegrade Farouk Jawad (Irak) after referee stopped contest in Tredje omgången
  4. Semifinal — Förlorade mot Serik Konakbaev (Sovjetunionen) på poäng (1-4)

Tungvikt
- Teófilo Stevenson →  Gold
  1. Första omgången — Besegrade Solomon Ataga (Nigeria) efter knock-out i första omgången
  2. Kvartsfinal — Besegrade Grzegorz Skrzecz (Polen) efter knock-out i tredje omgången
  3. Semifinal — Besegrade István Lévai (Ungern) på poäng (5-0)
  4. Final — Besegrade Piotr Zaev (Sovjetunionen) på poäng (4-1)

## Cykling
Herrarnas linjelopp
- Gregorio Aldo Arencibia
- Carlos Cardet
- Antonio Quintero

## Fotboll
Herrar
Gruppspel
|               | Spelade | Vinster | Oavgjorda | Förluster | Gjorda mål | Insläppta mål | Poäng |
| ------------- | ------- | ------- | --------- | --------- | ---------- | ------------- | ----- |
| Sovjetunionen | 3       | 3       | 0         | 0         | 15         | 1             | 6     |
| Kuba          | 3       | 2       | 0         | 1         | 3          | 9             | 4     |
| Venezuela     | 3       | 1       | 0         | 2         | 3          | 7             | 2     |
| Zambia        | 3       | 0       | 0         | 3         | 2          | 6             | 0     |

Slutspel
|  | Kvartsfinal              | Kvartsfinal           |                         |   | Semifinal               | Semifinal               |   |  | Final | Final |
|  |                          |                       |                         |   |                         |                         |   |  |       |       |
|  | 27 juli 1980 - Moskva    |                       |                         |   |                         |                         |   |  |       |       |
|  |                          |                       |                         |   |                         |                         |   |  |       |       |
|  | Sovjetunionen            | 2                     |                         |   |                         |                         |   |  |       |       |
|  | Sovjetunionen            | 2                     | 29 juli 1980 - Moskva   |   |                         |                         |   |  |       |       |
|  | Kuwait                   | 1                     |                         |   |                         |                         |   |  |       |       |
|  | Kuwait                   | 1                     | Östtyskland             | 1 |                         |                         |   |  |       |       |
|  | 27 juli 1980 - Kiev      |                       | Östtyskland             | 1 |                         |                         |   |  |       |       |
|  |                          | Sovjetunionen         | 0                       |   |                         |                         |   |  |       |       |
|  | Östtyskland              | Sovjetunionen         | 0                       | 4 |                         |                         |   |  |       |       |
|  | Östtyskland              |                       | 2 augusti 1980 - Moskva | 4 |                         |                         |   |  |       |       |
|  | Irak                     | 0                     |                         |   |                         |                         |   |  |       |       |
|  | Irak                     | 0                     | Tjeckoslovakien         | 1 |                         |                         |   |  |       |       |
|  | 27 juli 1980 - Leningrad |                       | Tjeckoslovakien         | 1 |                         |                         |   |  |       |       |
|  |                          | Östtyskland           | 0                       |   |                         |                         |   |  |       |       |
|  | Tjeckoslovakien          | Östtyskland           | 0                       | 3 |                         |                         |   |  |       |       |
|  | Tjeckoslovakien          | 29 juli 1980 - Moskva |                         | 3 |                         |                         |   |  |       |       |
|  | Kuba                     | 0                     |                         |   |                         |                         |   |  |       |       |
|  | Kuba                     | 0                     | Tjeckoslovakien         | 2 | Bronsmatch              | Bronsmatch              |   |  |       |       |
|  | 27 juli 1980 - Minsk     |                       | Tjeckoslovakien         | 2 | Bronsmatch              | Bronsmatch              |   |  |       |       |
|  |                          | Jugoslavien           | 0                       |   | 1 augusti 1980 - Moskva | 1 augusti 1980 - Moskva |   |  |       |       |
|  | Jugoslavien              | Jugoslavien           | 0                       | 3 | 1 augusti 1980 - Moskva | 1 augusti 1980 - Moskva |   |  |       |       |
|  | Jugoslavien              |                       |                         |   |                         | Sovjetunionen           | 2 |  |       |       |
|  | Algeriet                 | 0                     |                         |   |                         | Sovjetunionen           | 2 |  |       |       |
|  | Algeriet                 | 0                     | Jugoslavien             | 0 |                         |                         |   |  |       |       |
|  |                          |                       | Jugoslavien             | 0 |                         |                         |   |  |       |       |

## Friidrott
Herrarnas 100 meter
- Silvio Leonard
  - Heat — 10,33
  - Kvartsfinal — 10,16
  - Semifinal — 10,40
  - Final — 10,25 (→  Silver)

- Osvaldo Lara
  - Heat — 10,39
  - Kvartsfinal — 10,21
  - Semifinal — 10,34
  - Final — 10,43 (→ 5:e plats)

- Tomás González
  - Heat — 10,65
  - Kvartsfinal — 10,44 (→ gick inte vidare)

Herrarnas 200 meter
- Silvio Leonard
- Osvaldo Lara
- Tomás González

Herrarnas 400 meter
- Alberto Juantorena

Herrarnas maraton
- Radamés González
  - Final — fullföljde inte (→ ingen placering)

Herrarnas 110 meter häck
- Alejandro Casañas
  - Heat — 13,46
  - Semifinal — 13,44
  - Final — 13,40 (→  Silver)

Herrarnas 4 x 100 meter stafett
- Osvaldo Lara, Alejandro Casañas, Silvio Leonard och Tomás González

Herrarnas höjdhopp
- Francisco Centelles
  - Kval — 2,10 m (→ gick inte vidare)

Herrarnas längdhopp
- David Girat
  - Kval — 7,57 m (→ gick inte vidare)

Herrarnas tresteg
- Armando Herrera
  - Kval — 16,49 m
  - Final — 15,90 m (→ 11:e plats)

- Alejandro Herrera
  - Kval — ingen notering (→ ingen placering)

Herrarnas diskuskastning
- Luis Delís
  - Kval — 62,20 m
  - Final — 66,32 m (→  Brons)

- José Santa Cruz
  - Kval — 60,14 m
  - Final — 61,52 m (→ 10:e plats)

Herrarnas släggkastning
- Armando Orozco
  - Kval — 72,28 m
  - Slutligt resultat — 68,68 m (→ 11:e plats)

Damernas kulstötning
- María Elena Sarría
  - Final — 19,37 m (→ 9:e plats)

Damernas diskuskastning
- Carmen Romero
  - Kval — 58,60 m
  - Final — 60,86 m (→ 10:e plats)

- María Cristina Betancourt
  - Kval — 57,62 m (→ gick inte vidare)

Damernas spjutkastning
- María Caridad Colón
  - Kval — 62,42 m
  - Final — 68,40 m (→  Guld)

## Fäktning
Herrarnas florett
- Heriberto González
- Efigenio Favier
- Guillermo Betancourt

Herrarnas lagtävling i florett
- Efigenio Favier, Guillermo Betancourt, Heriberto González, Pedro Hernández

Herrarnas värja
- Efigenio Favier
- Guillermo Betancourt
- Heriberto González

Herrarnas lagtävling i värja
- Efigenio Favier, Guillermo Betancourt, Heriberto González, Pedro Hernández

Herrarnas sabel
- José Laverdecia
- Jesús Ortíz
- Manuel Ortíz

Herrarnas lagtävling i sabel
- Manuel Ortíz, Jesús Ortíz, José Laverdecia, Guzman Salazar

Damernas florett
- Clara Alfonso
- Marlene Font
- Margarita Rodríguez

Damernas lagtävling i florett
- Margarita Rodríguez, Marlene Font, María Esther García, Clara Alfonso

## Handboll
Herrar
Gruppspel
| Rank | Lag         | Pld | W | D | L | GF  | GA  | Poäng |  | Östtyskland | Ungern | Olympic flag for Spain | Polen | Olympic flag for Denmark | Kuba  |
| ---- | ----------- | --- | - | - | - | --- | --- | ----- |  | ----------- | ------ | ---------------------- | ----- | ------------------------ | ----- |
| 1.   | Östtyskland | 5   | 4 | 1 | 0 | 108 | 92  | 9     |  | X           | 14:14  | 21:17                  | 22:21 | 24:20                    | 27:20 |
| 2.   | Ungern      | 5   | 3 | 2 | 0 | 96  | 88  | 8     |  | 14:14       | X      | 20:17                  | 20:20 | 16:15                    | 26:22 |
| 3.   | Spanien     | 5   | 2 | 1 | 2 | 102 | 106 | 5     |  | 17:21       | 17:20  | X                      | 24:22 | 20:19                    | 24:24 |
| 4.   | Polen       | 5   | 2 | 1 | 2 | 123 | 97  | 5     |  | 21:22       | 20:20  | 22:24                  | X     | 26:12                    | 34:19 |
| 5.   | Danmark     | 5   | 1 | 0 | 4 | 96  | 104 | 2     |  | 20:24       | 15:16  | 19:20                  | 12:26 | X                        | 30:18 |
| 6.   | Kuba        | 5   | 0 | 1 | 4 | 103 | 141 | 1     |  | 20:27       | 22:26  | 24:24                  | 19:34 | 18:30                    | X     |

## Judo
Herrarnas extra lättvikt
- José Rodríguez

Herrarnas halv lättvikt
- Héctor Rodríguez

Herrarnas lättvikt
- Ricardo Tuero

Herrarnas halv mellanvikt
- Juan Ferrer

Herrarnas mellanvikt
- Isaac Azcuy

Herrarnas halv tungvikt
- Rolando José Tornes

## Landhockey
Herrar
Gruppspel
| Lag           | Spelade | W | D | L | GF | GA | Poäng |
| ------------- | ------- | - | - | - | -- | -- | ----- |
| Spanien       | 5       | 4 | 1 | 0 | 33 | 3  | 9     |
| Indien        | 5       | 3 | 2 | 0 | 39 | 6  | 8     |
| Sovjetunionen | 5       | 3 | 0 | 2 | 30 | 11 | 6     |
| Polen         | 5       | 2 | 1 | 2 | 19 | 15 | 5     |
| Kuba          | 5       | 1 | 0 | 4 | 7  | 42 | 2     |
| Tanzania      | 5       | 0 | 0 | 5 | 3  | 54 | 0     |

## Simhopp
Herrarnas 3 m
- Rolando Ruiz
  - Kval — 489,24 poäng (→ gick inte vidare)